# Mijaíl Korkia
Mijaíl Korkia (en georgiano: მიხეილ შოთას ძე ქორქია, en ruso: Михаил Шотаевич Коркия; Kutaisi, 10 de septiembre de 1948 - Tiflis, 7 de febrero de 2004) fue un jugador soviético de baloncesto. Consiguió 5 medallas en competiciones internacionales con la Unión Soviética. 

## Trayectoria
- 1965-1979   Dinamo Tbilisi